# Zamkowa Góra (Kotlina Jeleniogórska)
Zamkowa Góra (niem. Schloss Berg, 449 m n.p.m.) – wzniesienie w południowo-zachodniej Polsce, w Jeleniej Górze, we wschodniej części Kotliny Jeleniogórskiej, w północnej części Wzgórz Łomnickich.

## Położenie
Wzniesienie położone we wschodniej części Kotliny Jeleniogórskiej, w północnej części Wzgórz Łomnickich, około 1,5 km na południowy wschód od dworca kolejowego w Jeleniej Górze, ale jeszcze w granicach miasta.

## Opis
Zamkowa Góra jest niezbyt wysokim, ale dość wybitnym wzniesieniem w północno-wschodniej części Wzgórz Łomnickich. Wyrasta w kształcie niewielkiego, wyraźnie zaznaczonego szczytu, z dość stromymi zboczami, kulminacja rozległego masywu. W pobliżu wznosi się wiele mniejszych wzniesień, przeważnie bezimiennych. Na południu znajduje się Ziębiniec, osiągający tę samą wysokość, a na zachodzie Paulinum.

## Budowa geologiczna
Wzniesienie zbudowane z granitów karkonoskich w odmianie porfirowatej, z żyłami aplitów i pegmatytów, uformowane w wyniku ich selektywnego wietrzenia. Na szczycie i zboczach szczytu występują liczne, niewielkie granitowe skałki oraz bloki.

## Roślinność
Całą powierzchnię Zamkowej Góry oraz okoliczne wzniesienia  porasta las świerkowy z domieszką drzew liściastych.

## Zagospodarowanie
Pod szczytem, od strony południowej, znajduje się wyrobisko opuszczonego kamieniołomu granitu.
Na północny wschód od Ziębieńca biegnie lokalna droga z Jeleniej Góry do Łomnicy oraz linia kolejowa z Jeleniej Góry do Wrocławia. Na zachodzie powstaje wschodnia obwodnica Jeleniej Góry, a na południowym zachodzie biegnie szosa 367 z Jeleniej Góry do Kamiennej Góry.

## Turystyka
W okolicach Zamkowej Góry nie przechodzą żadne szlaki turystyczne.
Przed wojną Zamkowa Góra była celem licznych wycieczek, a z wierzchołka rozciągała się panorama Kotliny Jeleniogórskiej, Gór Kaczawskich, Rudaw Janowickich i Karkonoszy. W najbliższej okolicy znajdowały się gospody, altanki, ścieżki.